# Sort oktober
|  | Denne artikel er oprettet af botten PalnaBot ud fra en ekstern database. Den kan derfor have sproglige fejl eller mangler. Denne skabelon kan fjernes efter kontrol af indholdet. |

Sort oktober er en kortfilm instrueret af Ask Hasselbalch efter manuskript af Ask Hasselbalch, Sonny Lahey.